# Manley (Schiff, 1917)
Die Manley, auch USS Manley (Kennung: DD-74 / AG-28 / APD-1), war ein Zerstörer der Caldwell-Klasse der United States Navy. Der 1916/1917 bei den Bath Iron Works mit der Baunummer 70 entstandene Zerstörer wurde vom 11. November 1938 bis 7. Februar 1939 auf Marinewerften zum schnellen Truppentransporter umgebaut. Als Prototyp dieses Umbaus wurde der Zerstörer anfangs im Atlantik eingesetzt. Ab Mitte 1942 kam das Schiff im Pazifik zum Einsatz. Die Manley überstand den Krieg und wurde dann im Dezember 1945 außer Dienst gestellt und ab Dezember 1946 an der Ostküste abgebrochen.

## Der erste Glattdeck-Zerstörer

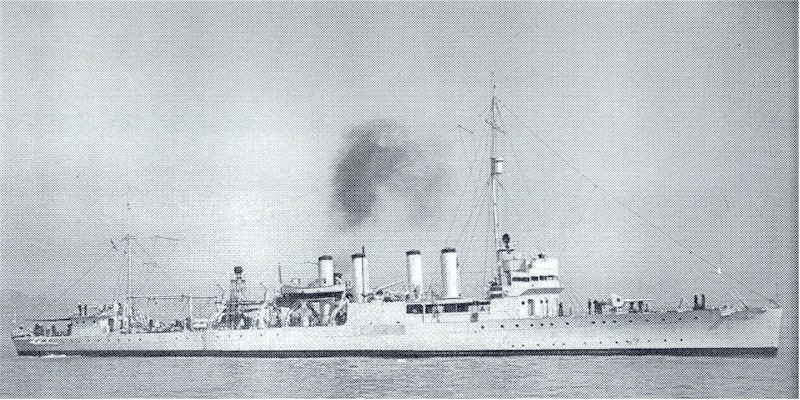
Die USS Manley nach Fertigstellung

Die sechs 1916 bis 1920 gebauten Zerstörer der Caldwell-Klasse waren die ersten Glattdeck-Zerstörer der US Navy. Diese Konstruktion war eine Reaktion auf die konstruktive Schwäche im Vorschiff der vorher gebauten Tucker-Klasse. Der vordere Deckssprung wurde verbessert, um zu verhindern, dass das vordere Geschütz ständig überkommender See ausgesetzt war. Die Anordnung ihrer Torpedowaffen sowie die rhombenförmige Aufstellung der Geschütze waren eine Schwachstelle des Entwurfs und waren auch bei den Nachfolgeklassen (Wickes und Clemson) zu finden. Die beiden Folgeklassen wurden im Serienbau schneller hergestellt als die sechs Prototypen.

Als die USS Manley (DD-74) von den Bath Iron Works im Oktober 1917 als erstes Schiff der Klasse abgeliefert wurde, waren schon viele Zerstörer der nachfolgenden Wickes-Klasse aber auch schon einige der Clemson-Klasse im Bau. Das Schiff war einer der drei Vier-Schornsteiner der sechs Zerstörer umfassenden Klasse.

### USSManleyals Zerstörer

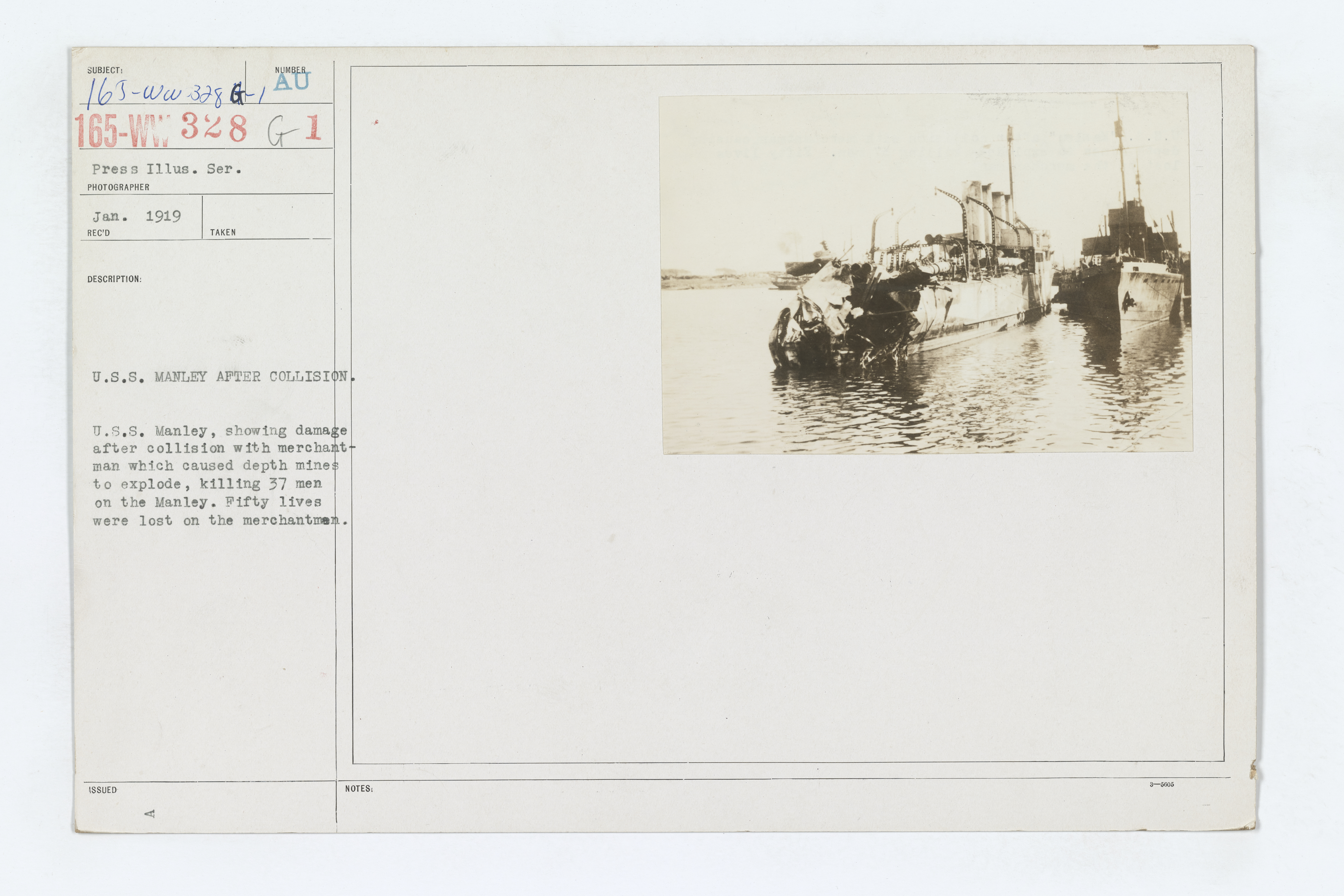
Die beschädigte Manley 1918

Die Manley kam am 15. Oktober 1917 als erster der sechs Zerstörer der Caldwell-Klasse in den Dienst der US Navy. Nach vollständiger Ausrüstung und Versorgung im Boston Navy Yard verlegte der neue Zerstörer ab dem 25. November 1917 zu den in Queenstown stationierten alliierten Geleit-Einheiten.
Am Morgen des 19. März 1918 ereignete sich auf der Manley eine heftige Explosion zwischen den auf dem Heck geladenen Wasserbomben. Durch die herumfliegenden Teile wurden auch noch Tanks mit Benzin und Alkohol beschädigt und deren Inhalt verstärkte das Feuer. Erst am nächsten Morgen gelang es zwei britischen Schleppern den treibenden und sinkenden Zerstörer unter Kontrolle zu bringen und bis zum Abend des 23. nach Queenstown einzuschleppen. An Bord des amerikanischen Zerstörer waren nicht nur schwere Schäden durch die Explosionen und den anschließendem Brand entstanden, sondern auch der Kommandant und 33 Besatzungsmitglieder gestorben. Der schwer beschädigte Zerstörer wurde zur Instandsetzung nach Liverpool geschleppt und dort repariert. Am 22. Dezember konnte der Zerstörer mit einer ergänzten Besatzung in die USA zurückkehren. Schon im April 1919 verlegte der Zerstörer erneut nach Europa. Zuerst war er für verschiedene Aufgaben in der Adria im Einsatz, dann diente er amerikanischen Hilfsorganisation für verschiedenste Transporte an der türkischen Schwarzmeerküste. Am 1. August 1919 kehrte der Zerstörer dann nach New York zurück. Wie etliche andere Zerstörer der Navy wurde die Manley Mitte Juni 1922 in Philadelphia außer Dienst gestellt.
Am 1. Mai 1930 kam der Zerstörer wieder in den Dienst der Flotte, erledigte zumeist an der Ostküste verschiedene Ausbildungsaufgaben und wurde am 10. September 1935 zur Special Service Squadron versetzt, die von der Kanalzone aus in der Karibik amerikanische Interessen vertrat und durch setzte. Ab dem 1. Februar 1937 gehörte der Zerstörer dann zur DesRon 10, die Aufgaben in der Kadettenausbildung übernahm, aber schon Ende Oktober 1937 verlegte die Manley mit der Claxton nach Europa, um mit der Squadron 40 amerikanischen Interessen während des Spanischen Bürgerkriegs zu schützen. Einsatzhäfen für die amerikanischen Zerstörer waren Villefranche, Neapel, Algier und Tanger. Am 29. Oktober 1938 trat der Zerstörer dann in Gibraltar die Rückreise an und traf nach einem Jahr Auslandsdienst am 11. November in Norfolk (Virginia) ein.

Dort wurde das Schiff Ende des Monats zum Hilfsschiff AG 28 umklassifiziert. Im Dezember 1938 begann der Umbau der Manley zu einem Schnellen Transporter (APD). Dabei wurden die beiden vorderen Kessel und Schornsteine entfernt und damit Platz für den Transport von bis zu 200 Marines geschaffen.
Der Umbau zum Transporter wurde auf dem New York Navy Yard am 7. Februar 1939 abgeschlossen. Ab dem 21. folgten Einsatzversuche mit Marines an Stränden in Virginia und North Carolina sowie in der Karibik. Nachdem im September der Zweite Weltkrieg in Europa ausbrach, bildete die US Navy zehn Kriegsschiffverbände als „Neutrality Patrol“ vor der amerikanischen Ostküste. Manley wurde dem Verband Nr. 3 vor der Chesapeake Bay zugeteilt, dem neben ihr noch die Zerstörer Decatur, Barry und Reuben James angehörten.
Im Frühjahr 1940 verlegte die Manley auch kurz nach Kalifornien, um auch den dortigen Einheiten der Marines ihre Fähigkeiten zu demonstrieren. zurück im Atlantik wurde die Manley mit Unterkünften für 120 Marines ausgestattet. Auf das von anderen Waffen befreite Heck kamen 36-ft-Higgins-Landungsboote. Die schwere Bewaffnung wurde auf zwei Geschütze reduziert (Buggeschütz und ein einzelnes mittiges Geschütz an Stelle der beiden Geschütze an den Außenseiten.
Am 2. August 1940 erhielt das Schiff als erster Schnelltransporter die Kennung APD 1.).

### Der Truppentransporter USSManley(APD 1)
Mit der Manley (APD 1) wurden auch fünf Zerstörer der Wickes-Klasse umklassifiziert, deren Umrüstung bis zum Ende des Jahres 1940 auf Marinewerften an der amerikanischen Ostküste erfolgte.
Der erste bedeutende Kriegseinsatz der Manley erfolgte am 11. April 1942, als sie die 195 Mann Besatzung und die 95 Passagiere der britischen Ulysses (14.667 BRT, 1913) der Holt-Line rettete and nach Charleston brachte. Die alleinfahrende Ulysses war von U 160 unter Georg Lassen 45 Meilen südlich von Kap Hatteras versenkt worden.

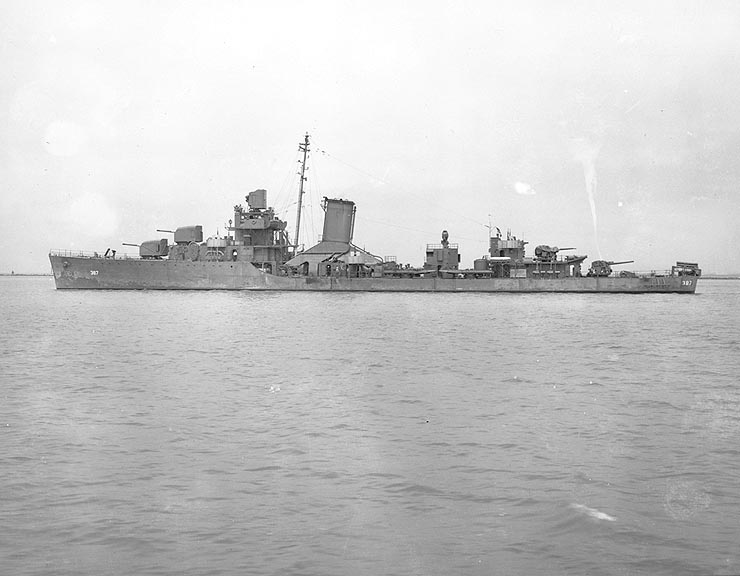
USS Blue der Bagley-Klasse

Am 13. Juli 1942 verlegte die Manley dann durch den Panamakanal zum weiteren Einsatz zur Pazifikflotte. Über die Gesellschafts-Inseln und die Fidschi-Inseln erreichte der Transporter am 14. August Espiritu Santo, wo er Nachschub für Guadalcanal übernahm, das eine Woche zuvor angegriffen worden war.
Mit Bomben, Munition und Benzin lief die Manley zusammen mit der Stringham (APD-6) am 16. August aus. Am 19. August kehrte der Transporter mit verwundeten Marines zurück. Anschließend nahm die Manley den torpedierten Zerstörer Blue in Schlepp, um ihn nach Tulagi zu bringen. Als sich Einheiten der Japanischen Marine näherten, wurde der beschädigte Zerstörer versenkt, und die Manley lief mit 99 Geretteten zurück nach Espiritu Santo, das am 26. August mit dem letzten Treibstoff erreicht wurde.
Um das Schiff sicherer einzusetzen, wurden alle für den Einsatz nicht notwendigen Teile vom Oberdeck entfernt, und Deck und Aufbau erhielten einen dschungelgrünen Anstrich. Zu weiteren Abtarnungen kamen auch Tarnnetze an Bord. Der nächste Einsatz nach Guadalcanal erfolgte am 3. September 1942. Nach dem Verlust der Little (APD-4) und Gregory (APD-3) in der Nacht des 5. September konnte die Manley am folgenden Tag noch fünf Überlebende der beiden versenkten Transport-Zerstörer retten. Am 8. nahm der Transport-Zerstörer an einer Landung des 1st Marine Raider Battalion bei Taivu Point, Guadalcanal, teil. Das Schiff gab den gelandeten Truppen Artillerieunterstützung. Durch die Überraschungslandung konnten die amerikanischen Truppen viele Geschütze außer Gefecht setzen und ihre Munitionsbestände vernichten. Am frühen Abend nahm die Manley die Angreifer wieder an Bord. Auf dem Rückweg musste das Schiff drohenden japanischen Schiffen zusammen mit der McKean (APD-5) ausweichen. Am folgenden Tag musste Manley ihre geringe Treibstoffvorräte in Tulagi ergänzen, um sich dann nach Esperito Santos zurückzuziehen. Wegen notwendiger Reparaturen ging der Transportzerstörer dann nach at Nouméa / New Caledonia.

Am 31. Oktober 1942 nahm die Manley eine Kompanie Marines an Bord, um die Task Force 65 (TF 65) vor Guadalcanal zu unterstützen, die dort ab dem 4. November im Einsatz war. Manley und McKean setzten ihre Verstärkungen dann am 8. November auf Guadalcanal ab. Nach weiteren Einsätzen dort ging der Zerstörer am 20. November nach Nouméa zurück mit zwei Schnellbooten im Schlepp und begleitete den Dampfer SS Pomona nach Espiritu Santo. Der Transporter übernahm eine weitere Kompanie Marines, um sie nach Guadalcanal zu transportieren.

In den folgenden Monaten transportierte die Manley Vorräte nach Guadalcanal und sicherte Transporter im Gebiet der Salomonen. 1943 wurde die Manley aus dem Kampfgebiet zurückgezogen und traf am 12. Juni in San Francisco ein, um auf dem Hunters Point Navy Yard überholt zu werden. Schon am 1. August 1943 verließ das Schiff die Werft und verlegte nach Hawaii.

Von Pearl Harbor gehörte das Schiff zur Sicherung eines Geleitzuges nach Funafuti, um dann wieder im Gebiet der Solomon Islands eingesetzt zu werden. Die Manley kehrte am 14. Dezember 1943 nach Pearl Harbor zurück um dann – neu ausgerüstet – im V Amphibious Corps die Besetzung der Marschall-Inseln, (Operation Flintlock), vorzubereiten.
Am 22. Januar 1944 lief der Transporter in der TF 52 aus. Am 30. wurden die Manley und die Overton (APD 23) detachiert, um beim Morgengrauen die Inseln Carter- und Cecil Island (heute Cea und Ninni) des Kwajalein-Atolls anzugreifen. Mit allen Booten wurden die vorhandenen Truppen im Morgengrauen des 31. Januar 1944 am Land gesetzt und hatten die Besetzung um 9 Uhr morgens abgeschlossen. Die beiden Transporter setzten dann Einheiten des 7th Cavalry Regiment am Morgen des 5. Februar auf Bennett Island (heute Bigej) ab, wo die Manley noch weitere drei Tage verblieb, um Feuerunterstützung zu geben. Dann lief sie zurück nach Pearl Harbor, um Verstärkungen der US Army zu den Marshalls zu geleiten.

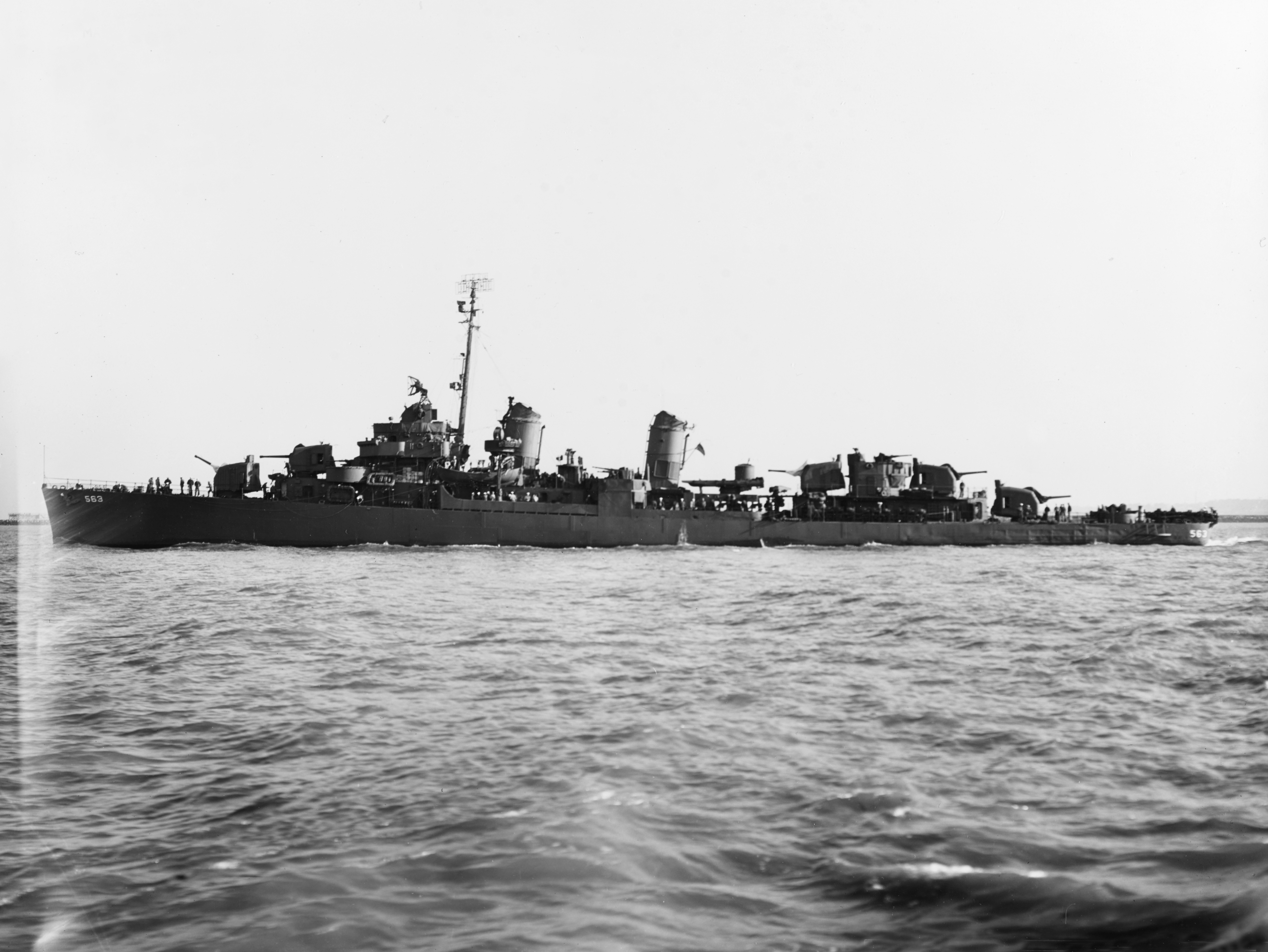
Die reparierte USS Ross 1945

Am 30. Mai wurde die Manley der Task Group 52.15 (TG 52.15) zugeteilt, um die Besetzung von Saipan zu unterstützen. Mit anderen Transport-Zerstörern landete sie Marineinfanterie am 16. Juni 1944 südlich von Garapan. Wie andere Zerstörer ihrer Klasse unterstützte sie die Bewegungen der Marine-Infanterie bis zum 22. Juli, beschoss mehrfach nachts Tinian und japanische Flugplätze und versorgte sich selbst einmal in Eniwetok, wohin sie zuletzt zurückgezogen wurde. Nach einer Fahrt nach Kwajalein marschierte die Manley dann nach Pearl Harbor zurück, um sich auf den nächsten Einsatz vorzubereiten. Der am 9. August eingetroffene Zerstörer übernahm im September 50 Tonnen Sprengmittel als Reserve für eine geplante Landung auf Yap. Am 15. September verließ der alte Zerstörer Pearl Harbor und lief über Eniwetok nach Manus, Admiralitätsinseln. Dort eingetroffen, erfuhren die Einsatzkräfte, dass nicht Yap, sondern die Philippinen-Insel Leyte das nächste Angriffsziel sei. Manley wurde der Artillerie-Unterstützungsgruppe zugeteilt. Nach Einlaufen in den Golf von Leyte sicherte die Manley den südlichen Landungsbereich nahe Dulag und übernahm am 19. August Verletzte des schwer beschädigten Fletcher-Zerstörers Ross, der zwei Minentreffer erlitten hatte und mehrfach durch japanische Flugzeuge angegriffen worden war. Manley transportierte die Verletzten zum Schlachtschiff Pennsylvania.
Am Abend des 21. Oktober verlegte Manley mit der TransDiv 28 über Manus nach Hollandia. Ab Mitte Dezember trainierte der Transport-Zerstörer bei Numfor für den nächsten Einsatz, die Rückeroberung von Luzon.
Vom 4. bis 11. Januar 1945 war die Manley Teil einer Verstärkungsgruppe für die Landung im Golf von Lingayen von Luzon, um dann einen Konvoi von LSTs vom Golf von Leyte ins Kampfgebiet zu begleiten. Mit drei weiteren Transport-Zerstörern brachte sie am 31. Januar Teile der 11th Airborne Division nach Nasugbu, die dort nicht mehr auf Widerstand stießen. Manley lief sofort zurück nach Leyte und zur Versorgung weiter nach Mindoro und sicherte dann einen Konvoi zur Subic Bay.
Mit der TransDiv 100 und sechs LCI(L)'s setzte die Manley am 15. Februar über 700 Mann bei Mariveles in Bataan an Land, um einen Rückzug der Japaner in dieses Gebiet zu verhindern. Am 17. Februar landete sie dann Truppen auf Corregidor. Trotz des Eingreifen einer versteckten japanischen Batterie, die die Landungsboote beschoss und eines versenkte, war der Angriff erfolgreich. Nur ein amerikanischer Offizier wurde getötet, ein weiterer verwundet. Der Transport-Zerstörer konnte am Abend nach Subic Bay zurücklaufen.

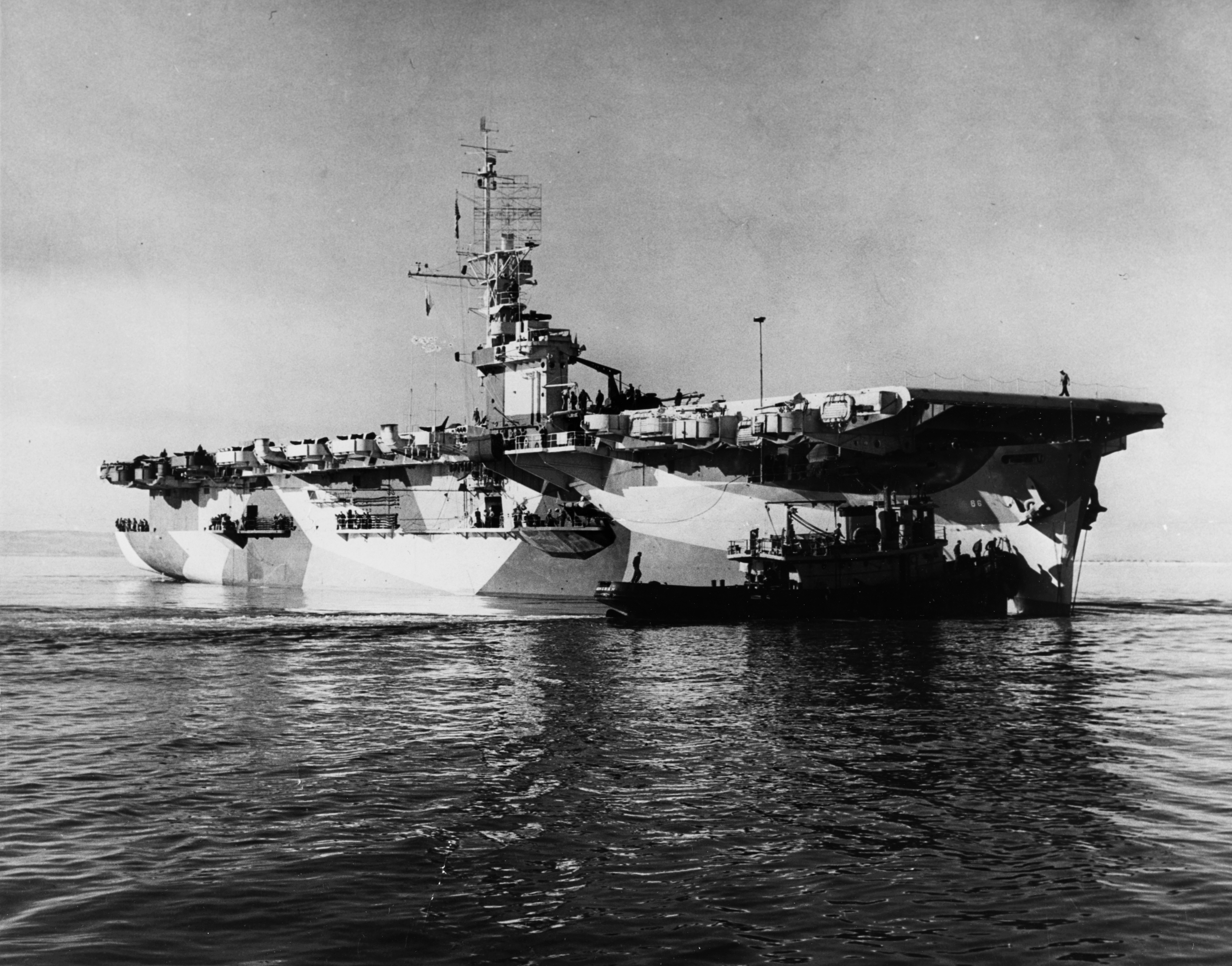
Der amerikanische Geleitträger White Plains

Am 2. April 1945 begann der nächste Einsatz des Transport-Zerstörers. Er war der Sicherung amerikanischer Escort carrier zugeteilt, die Landmaschinen nach Okinawa einfliegen sollten. Die erste Gruppe flog am 7. April auf die Insel. Die Gruppe mit der Manley näherte sich der Insel weiter, um noch weitere Maschinen einzufliegen, die dort von vorbereiteten Start- und Landestreifen zum Einsatz kommen sollten. Während der Aktion führte die Manley einen Angriff auf einen vermuteten U-Boot-Kontakt durch. Der alte Zerstörer lief dann als U-Boot-Sicherung mit den Geleitträgern White Plains und Hollandia zurück nach Guam.
Ein weiterer Einsatz als Truppentransporter war nicht mehr geplant, und Manley verlegte zur Überholung in die Vereinigten Staaten, zu der sie am 23. Mai in San Diego eintraf. Das Schiff wurde am 25. Juni 1945 wieder als Zerstörer DD-74 klassifiziert und verlegte ab dem 24. Juli zum Pearl Harbor Navy Yard, wo sie mit einem Katapult für Ziel-Drohnen ausgerüstet wurde. Damit sollte das Schiff die Ausbildung von Schützen bei der Abwehr von Kamikaze-Angriffen verbessern. Das Kriegsende verhinderte diesen Einsatz, und die Manley verließ Hawaii am 26. September Richtung San Diego. Die Reise ging weiter über den Panamakanal zum Philadelphia Naval Shipyard, wo der Zerstörer am 19. November 1945 außer Dienst gestellt wurde. Am 5. Dezember wurde dann der Name aus der Flottenliste gestrichen.
Das erste fertiggestellte Schiff der Caldwell-Klasse und aller flush-decker wurde am 26. November 1946 an die Northern Metal Company in Philadelphia zum Abbruch verkauft.
Als seit Herbst 1940 einziges Schiff ihrer Klasse bei der US Navy wurde Manley nur von der bei Cramp & Sons gebauten Halbschwester HMS Leeds (G27) ex USS Conner (DD 72) überlebt. Der Zerstörer, einer von drei Drei-Schornsteinern der Klasse, war schon im April 1945 in Grangemouth am Firth of Forth der Reserve der Royal Navy zugewiesen worden, wurde aber erst im März 1947 zum Abbruch verkauft, der erst ab Januar 1949 erfolgte.

## Die Truppentransporter derFlush Decker-Klassen
| APD | Name                                                                       | Bauwerft                           | BNr.  | fertig   | APD ab   | Endschicksal |
| --- | -------------------------------------------------------------------------- | ---------------------------------- | ----- | -------- | -------- | --- |
| 1   | USS Manley (DD-74), 1938 AG 28                                             | Bath Iron Works, Maine             | 70    | 15.10.17 | 2.08.40  | 5. Dezember 1945 außer Dienst, 1946 Abbruch |
| 2   | USS Colhoun                                                                | Bethlehem Steel, Quincy            | 280 W | 13.06.18 | 11.12.40 | 30. August 1942 durch Flugzeuge vor Guadalcanal versenkt, 51 Tote                                                                                                  |
| 3   | USS Gregory (DD-82)                                                        | Bethlehem Steel                    | 277 W | 1.06.18  | 4.11.40  | 5. September 1942 vor Guadalcanal durch japanische Zerstörer versenkt, 11 Tote                                                                                     |
| 4   | USS Little                                                                 | Bethlehem Steel                    | 274 W | 6.04.18  | 4.11.40  | 5. September 1942 vor Guadalcanal durch japanische Zerstörer versenkt,                                                                                             |
| 5   | USS McKean (DD-90)                                                         | Union Iron Works, San Francisco    | 159 W | 25.02.19 | 11.12.40 | 17. November 1943 vor Bougainville durch japanische Lufttorpedos versenkt, 116 Tote                                                                                |
| 6   | USS Stringham (DD-83)                                                      | Bethlehem Steel                    | 278 W | 2.07.18  | 11.12.40 | 5. Dezember 1945 außer Dienst, 46 Abbruch |
| 7   | USS Talbot (DD-114)                                                        | Cramp & Sons, Philadelphia         | 431 W | 20.07.18 | 15.03.43 | 24. Oktober 1945 außer Dienst, Januar 1946 Abbruch |
| 8   | USS Waters (DD-115)                                                        | Cramp & Sons                       | 451 W | 8.08.18  | 10.02.43 | 24. Oktober 1945 außer Dienst, ab Mai 1946 Abbruch |
| 9   | USS Dent (DD-116)                                                          | Cramp & Sons                       | 453 W | 4.12.18  | 7.03.43  | 4. Dezember 1945 außer Dienst, ab Juni 1946 Abbruch |
| 10  | USS Brooks (DD-232)                                                        | New York Shipbuilding, Camden      | 221 C | 18.06.20 | 1.12.42  | 17. September 1945 außer Dienst, Januar 1946 Abbruch |
| 11  | USS Gilmer (DD-233)                                                        | NY Shipbuilding                    | 222 C | 30.04.20 | 22.01.43 | 5. Februar 1946 außer Dienst, ab Dezember 1946 Abbruch |
| 12  | USS Humphreys (DD-236)                                                     | NY Shipbuilding                    | 225 C | 21.07.20 | 1.12.42  | 13. November 1945 außer Dienst, ab August 1946 Abbruch |
| 13  | USS Sands (DD-243)                                                         | NY Shipbuilding                    | 232 C | 10.11.20 | 5.11.42  | 1. November 1945 außer Dienst, ab Mai 1945 Abbruch |
| 14  | USS Schley (DD-103)                                                        | Union Iron Works                   | 181 W | 20.09.18 | 6.02.43  | 5. Dezember 1945 außer Dienst, 1946 abgebrochen |
| 15  | USS Kilty (DD-137)                                                         | Mare Island Navy Yard, Kalifornien | W     | 17.12.18 | 2.03.43  | 16. November 1945 gestrichen, August 1946 zum Abbruch |
| 16  | USS Ward                                                                   | Mare Island                        | W     | 24.07.18 | 6.02.43  | am 7. Dezember 1944 vor Leyte durch Kamikaze schwer beschädigt nach Räumung durch die Besatzung von USS O’Brien (DD-725) versenkt                                  |
| 17  | USS Crosby (DD-164)                                                        | Bethlehem Steel                    | 324 W | 24.01.19 | 22.02.43 | 24. Oktober 1945 außer Dienst, ab März 1946 abgebrochen |
| 18  | USS Kane (DD-235)                                                          | NY Shipbuilding                    | 224 C | 11.06.20 | 3.04.43  | 25. Februar 1946 außer Dienst, ab Juni 1946 abgebrochen |
| 19  | USS Tattnall (DD-125)                                                      | NY Shipbuilding                    | 210 W | 26.06.19 | 24.07.43 | 8. Januar 1946 außer Dienst, ab Oktober 1946 abgebrochen |
| 20  | USS Roper                                                                  | Cramp & Sons                       | 462 W | 15.02.19 | 20.10.43 | 11. Oktober 1945 außer Dienst, ab März 1946 abgebrochen |
| 21  | USS Dickerson (DD-157)                                                     | NY Shipbuilding                    | 216 W | 3.09.19  | 21.08.43 | am 2. April 1945 vor Okinawa durch Kamikaze schwer beschädigt, 53 Tote nach Räumung durch die Besatzung und Entfernung nutzbarer Teile am 4. April selbst versenkt |
| 22  | USS Herbert (DD-160)                                                       | NY Shipbuilding                    | 219 W | 21.11.19 | 1.12.43  | 24. Oktober 1945 außer Dienst, ab Mai 1946 abgebrochen |
| 23  | USS Overton (DD-239)                                                       | NY Shipbuilding                    | 228 C | 30.06.20 | 22.10.43 | 13. August 1945 außer Dienst, ab November 1945 abgebrochen |
| 24  | USS Noa (DD-343)                                                           | Norfolk Navy Yard, Virginia        | C     | 15.02.21 | 17.09.43 | 12. September 1944 nach Kollision mit der USS Fullam (DD-474) gesunken                                                                                             |
| 25  | USS Rathburne (DD-113)                                                     | Cramp & Sons                       | 450 W | 24.06.18 | 20.05.44 | 28. November 1946 außer Dienst gestellt und Abbruch |
| 26  |                                                                            |                                    |       |          |          | |
| 27  |                                                                            |                                    |       |          |          | |
| 28  |                                                                            |                                    |       |          |          | |
| 29  | USS Barry (DD-248)                                                         | NY Shipbuilding                    | 237 C | 28.12.20 | 15.01.44 | am 21. Juni 1945 durch Kamikaze vor Okinawa versenkt |
| 30  |                                                                            |                                    |       |          |          | |
| 31  | USS Clemson (DD-186) 15.11.39 AVP-17, 6.08.40 AVD-4                        | Newport News Shipbuilding          | 228 C | 29.12.19 | 7.03.44  | 24. Oktober 1945 außer Dienst, ab November 1946 abgebrochen |
| 32  | USS Goldsborough (DD-188) 15.11.39 AVP-18, 2.08.40 AVD-5                   | Newport News Shipbuilding          | 230 C | 26.01.20 | 10.04.44 | 24. Oktober 1945 außer Dienst, ab November 1946 abgebrochen |
| 33  | USS George E. Badger (DD-196), 30 - 34 CG 16 1.10.39 AVP-16, 2.08.40 AVD-3 | Newport News Shipbuilding          | 238 C | 28.07.20 | 19.05.44 | 24. Oktober 1945 außer Dienst, im Juni 1946 abgebrochen |
| 34  | USS Belknap (DD-251) , 2.08.40 AVD 8                                       | Bethlehem Steel                    | 331 C | 28.04.19 | 22.06.44 | 13. August 1945 außer Dienst, im November 1945 abgebrochen |
| 35  | USS Osmond Ingram (DD-255), 2.08.40 AVD 9                                  | Bethlehem Steel                    | 335 C | 28.06.19 | 44       | 21. Januar 1946 außer Dienst, im Juni 1946 abgebrochen |
| 36  | USS Greene (DD-266), 2.08.40 AVD 13                                        | Bethlehem Steel                    | 346 C | 9.05.19  | 12.04.44 | am 9. Oktober 1945 vor Okinawa im Taifun gestrandet |

### Bilder der Klasse

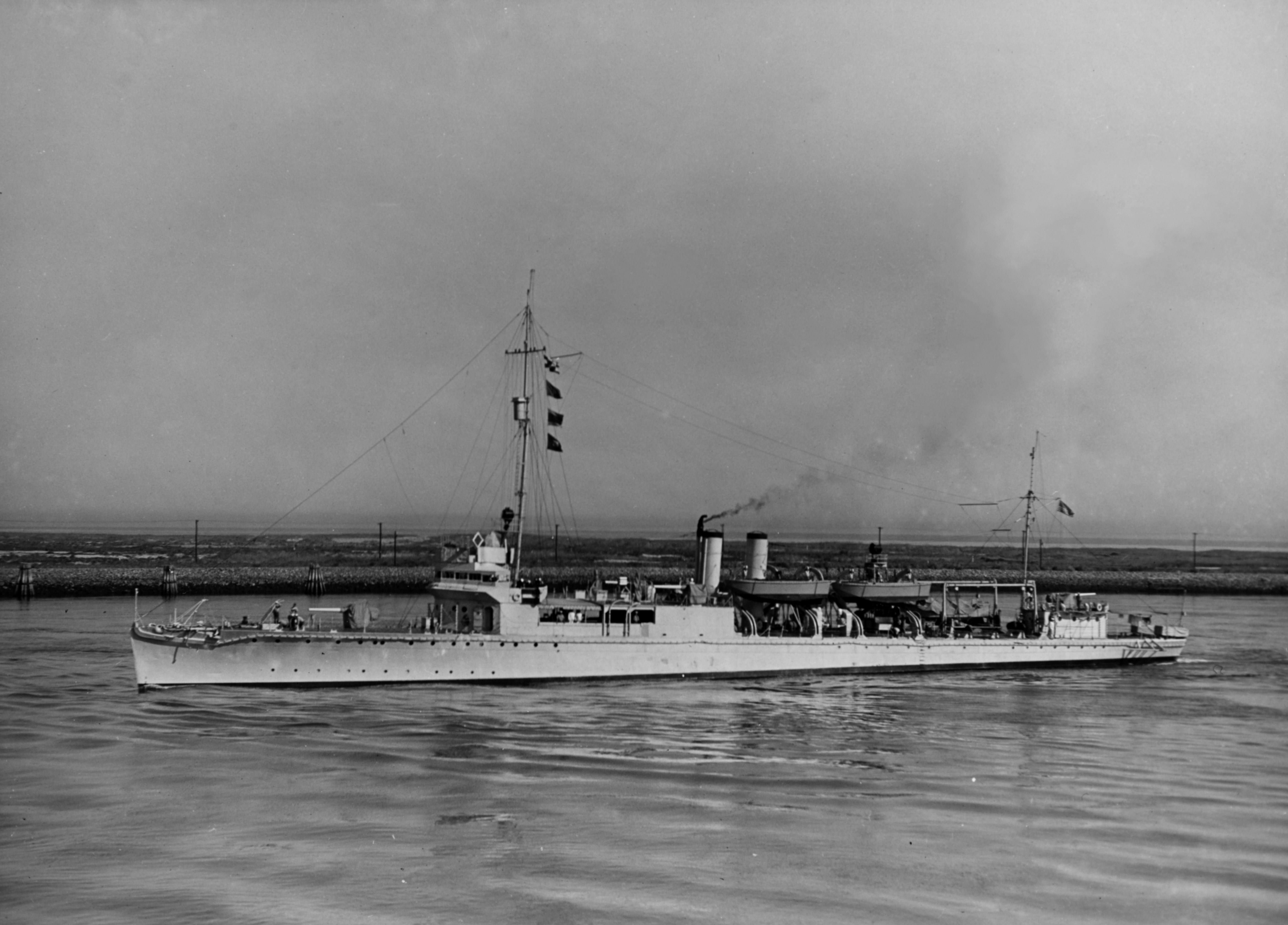
USS Manley (APD-1) 1940
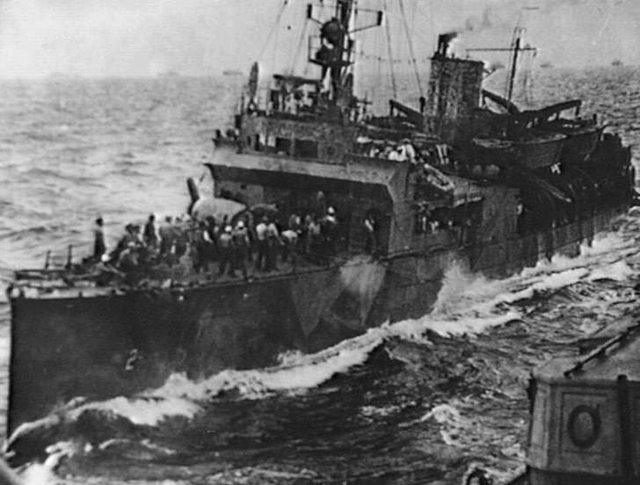
USS Colhoun (APD-2) 1942
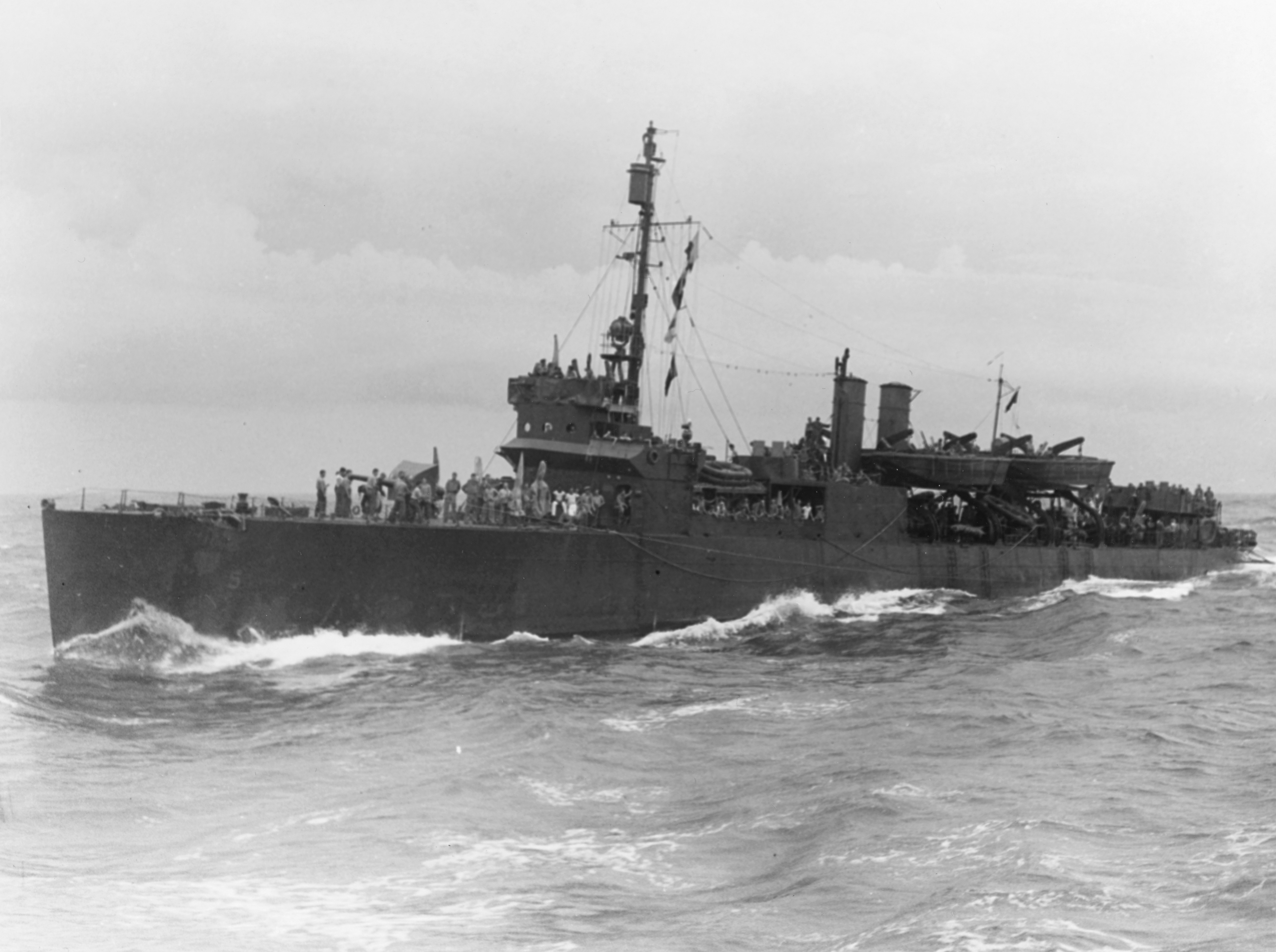
USS McKean (APD-5) August 1942
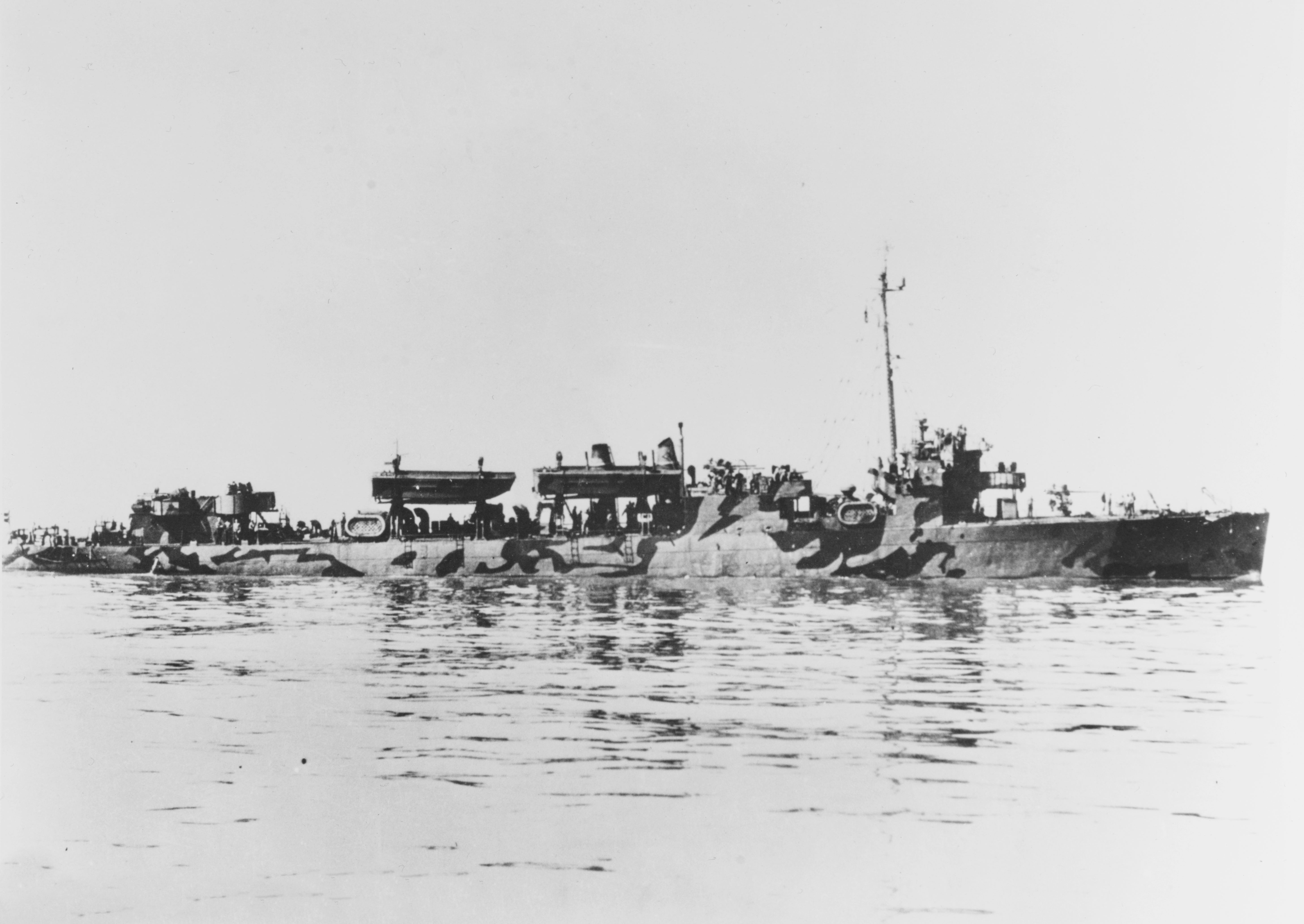
USS Waters (APD-8) 1944
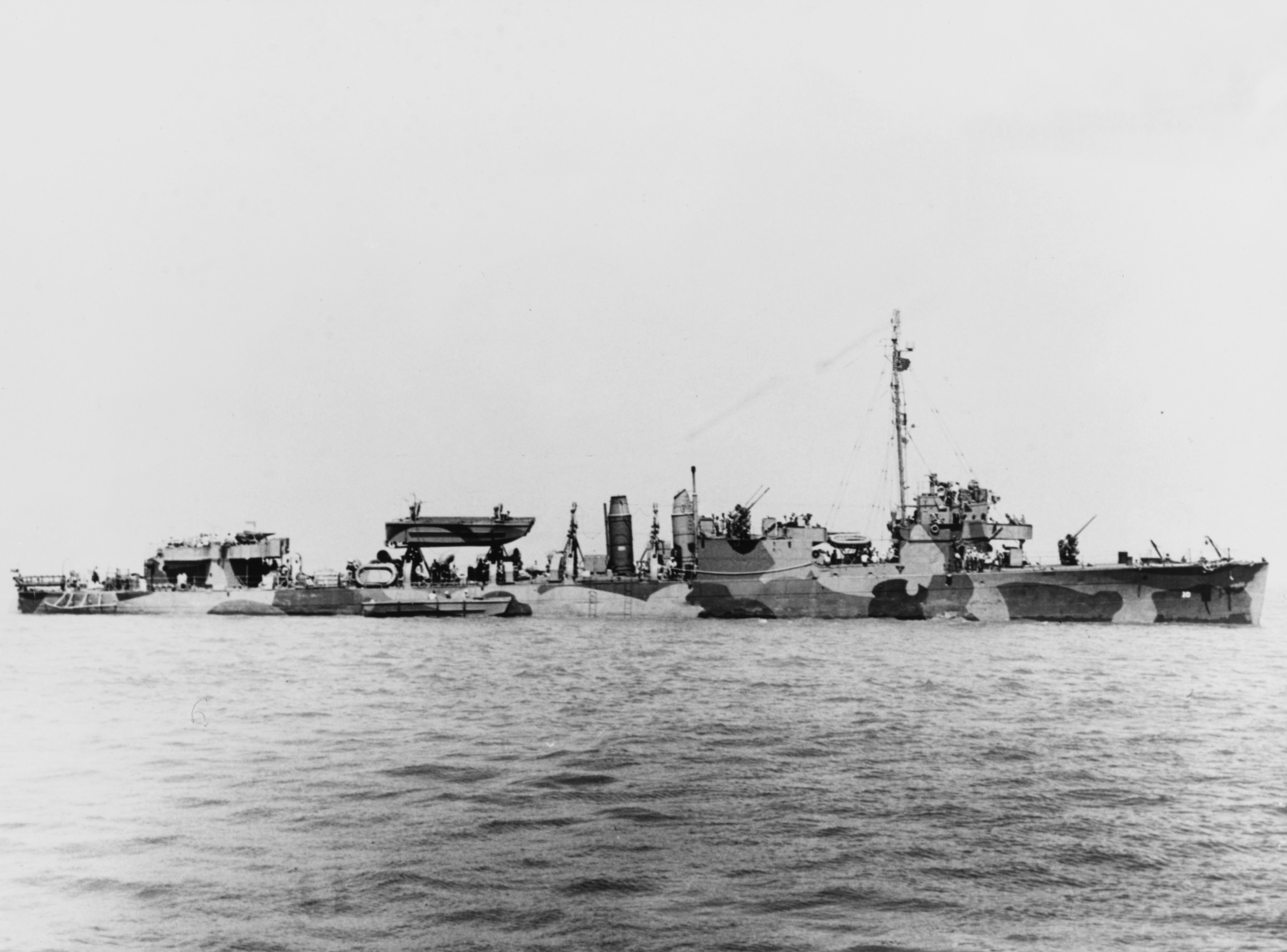
USS Brooks (APD-10) 20. August 1944
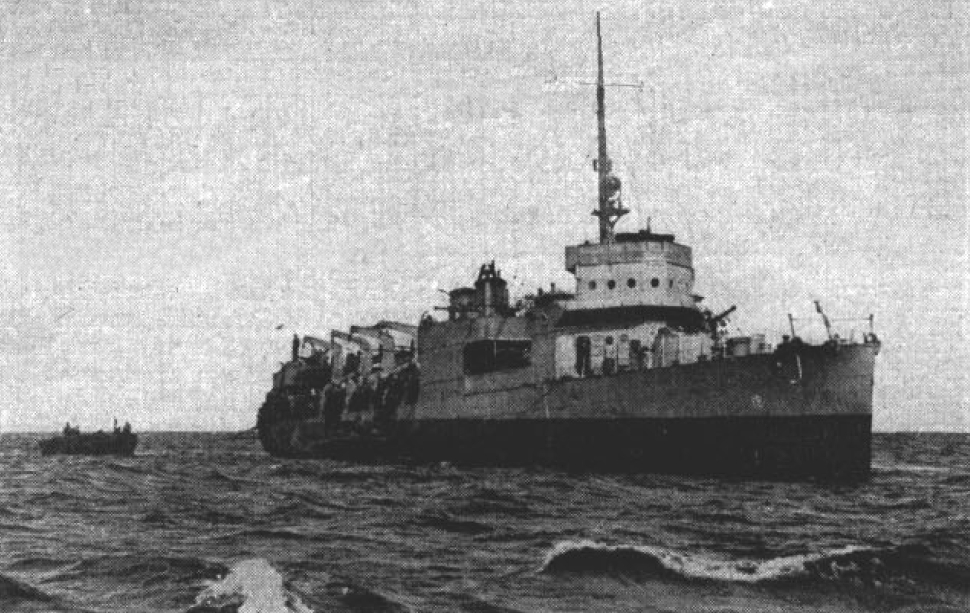
USS Kilty (APD-15) ~ 1944
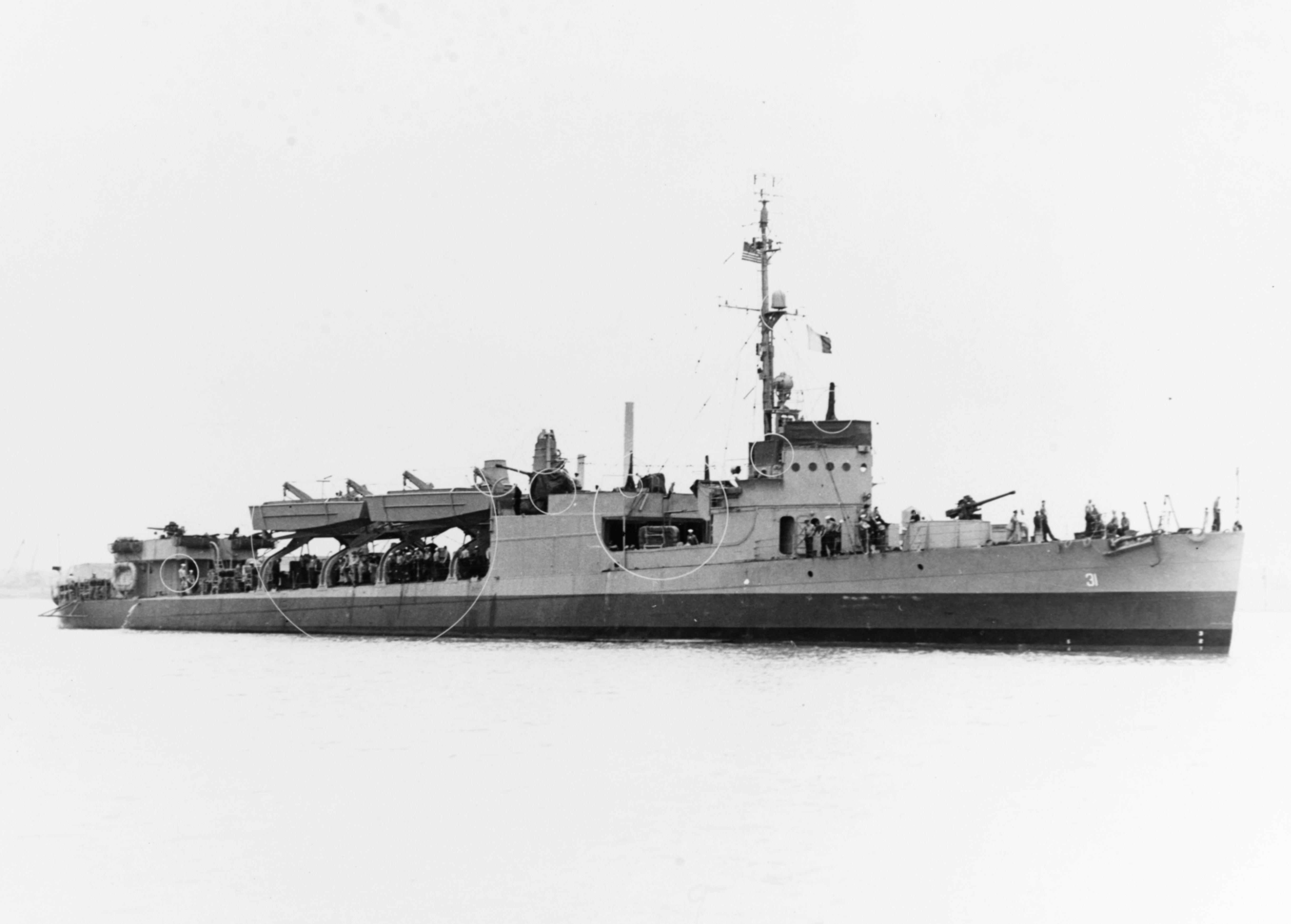
USS Clemson (APD-31) 21. April 1944
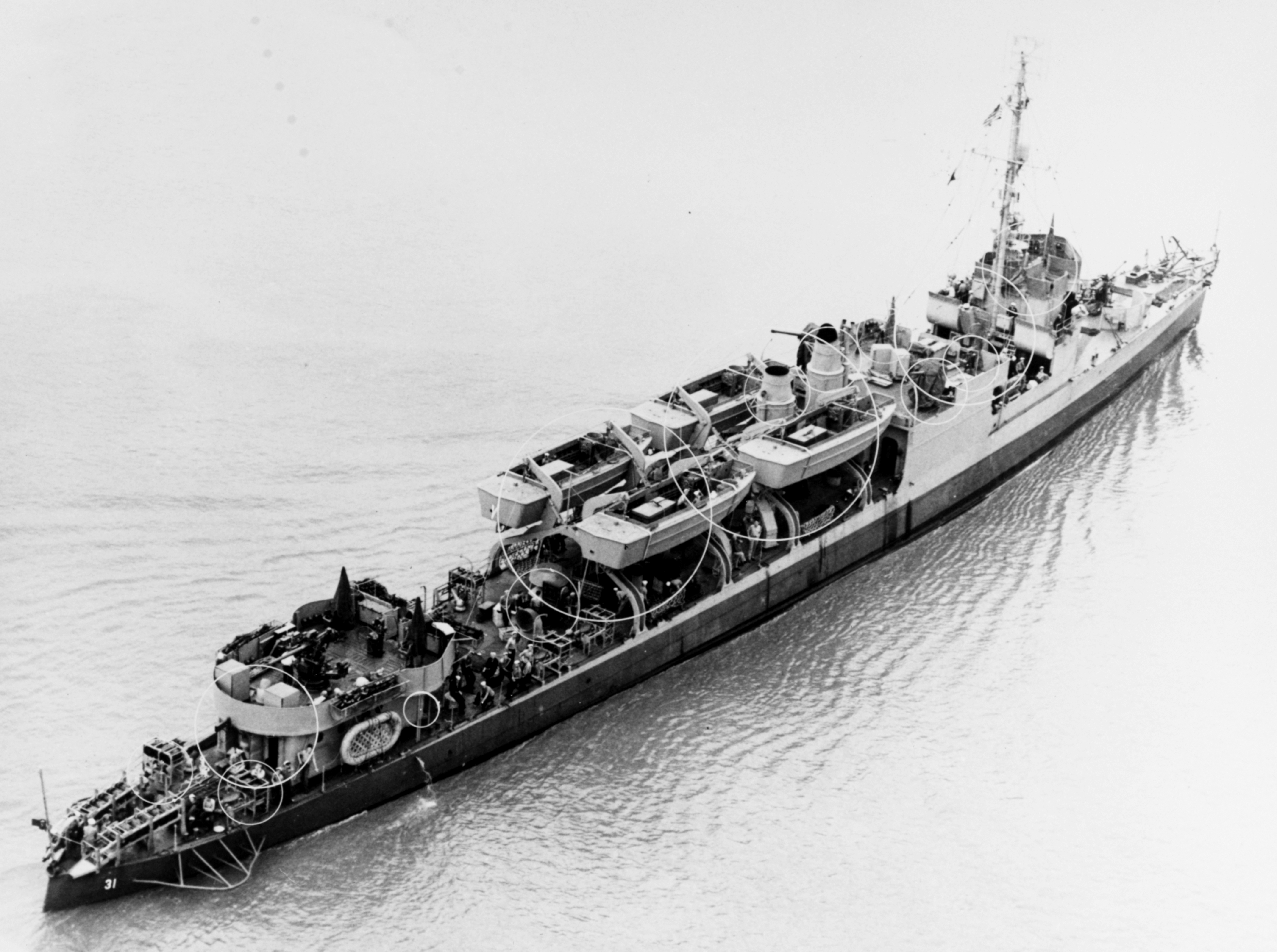
USS Clemson (APD-31) w.v.
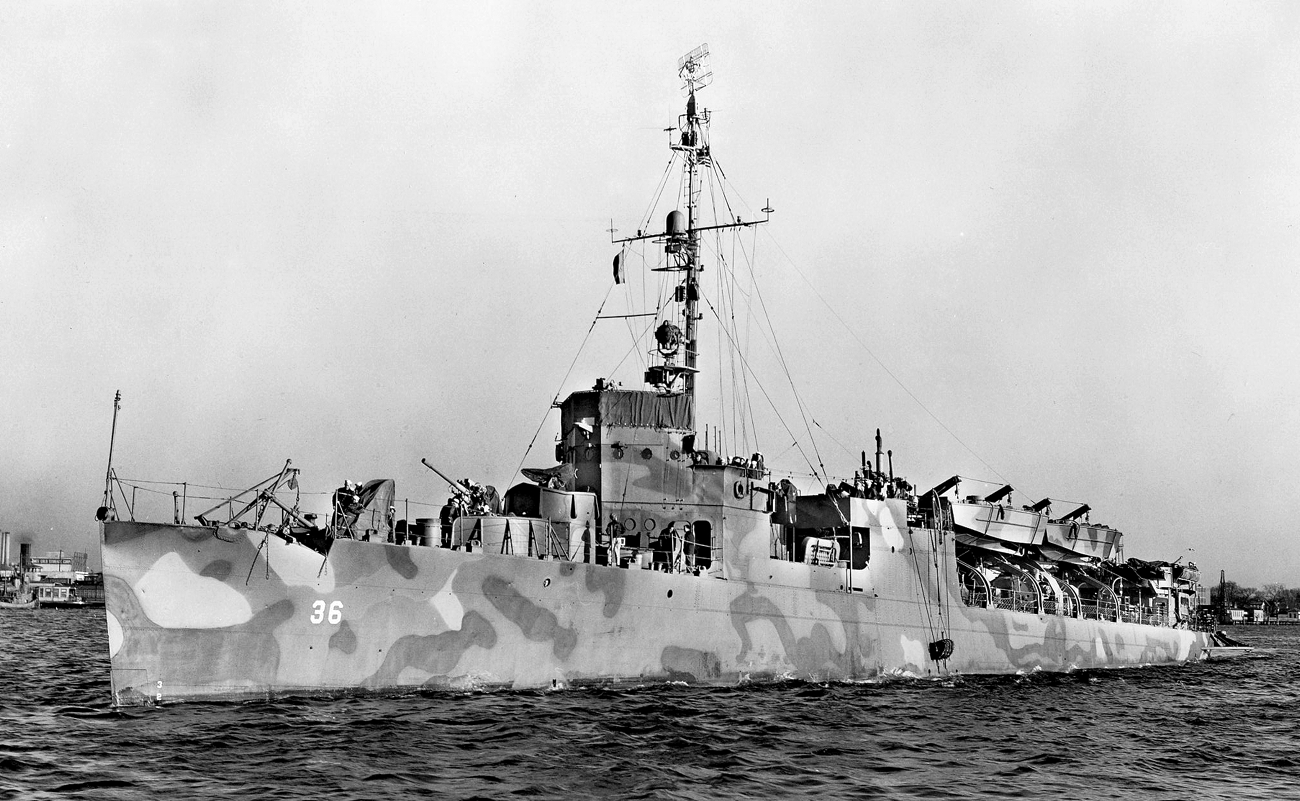
USS Greene (APD-36) 24. Januar 1945